# Ямансазька сільська рада
Яманса́зька сільська рада (рос. Ямансазский сельский совет) — муніципальне утворення у складі Зілаїрського району Башкортостану, Росія. Адміністративний центр — село Ямансаз.

## Населення
Населення — 871 особа (2019, 983 в 2010, 1133 в 2002).

## Склад
До складу поселення входять такі населені пункти:
| Населений пункт          | Населення, осіб (2002) | Населення, осіб (2010) |
| ------------------------ | ---------------------- | ---------------------- |
| Султантімірово, присілок | 300                    | 250                    |
| Ямансаз, село            | 833                    | 733                    |